# Edmund Muskie
Edmund Sixtus Muskie, detto Ed (Rumford, 28 marzo 1914 – Washington, 26 marzo 1996) è stato un politico statunitense di origini polacche.
Ha ricoperto l'incarico di Governatore, senatore e segretario di Stato durante la presidenza di Jimmy Carter. È stato inoltre il candidato democratico alla vicepresidenza nel 1968, in coppia con Hubert Humphrey, ma il ticket venne sconfitto da Richard Nixon.